# Hiroaki Nakazato
Hiroaki Nakazato (仲里広章?, Nakazato Hiroaki; 16 luglio 1993) è un giocatore di football americano giapponese che gioca come defensive tackle per gli Obic Seagulls.

## Palmarès
- Rice Bowl (Obic Seagulls, 2020)